# Franciszek Augustyn Appel
Franciszek Augustyn Appel (zm. w 1690 roku) – kanonik gnieźnieńskiej kapituły katedralnej kanonii doktorskiej fundi Jezierzany w 1682 roku, kanonik guttstadzki, archiprezbiter i oficjał elbląski. 
Studiował na Uniwersytecie w Bolonii, gdzie uzyskał doktorat obojga praw.